# Reiter Alm
Le Reiter Alm est un chaînon montagneux dans les Alpes de Berchtesgaden dont le point culminant est à 2 286 m d'altitude.

## Géographie

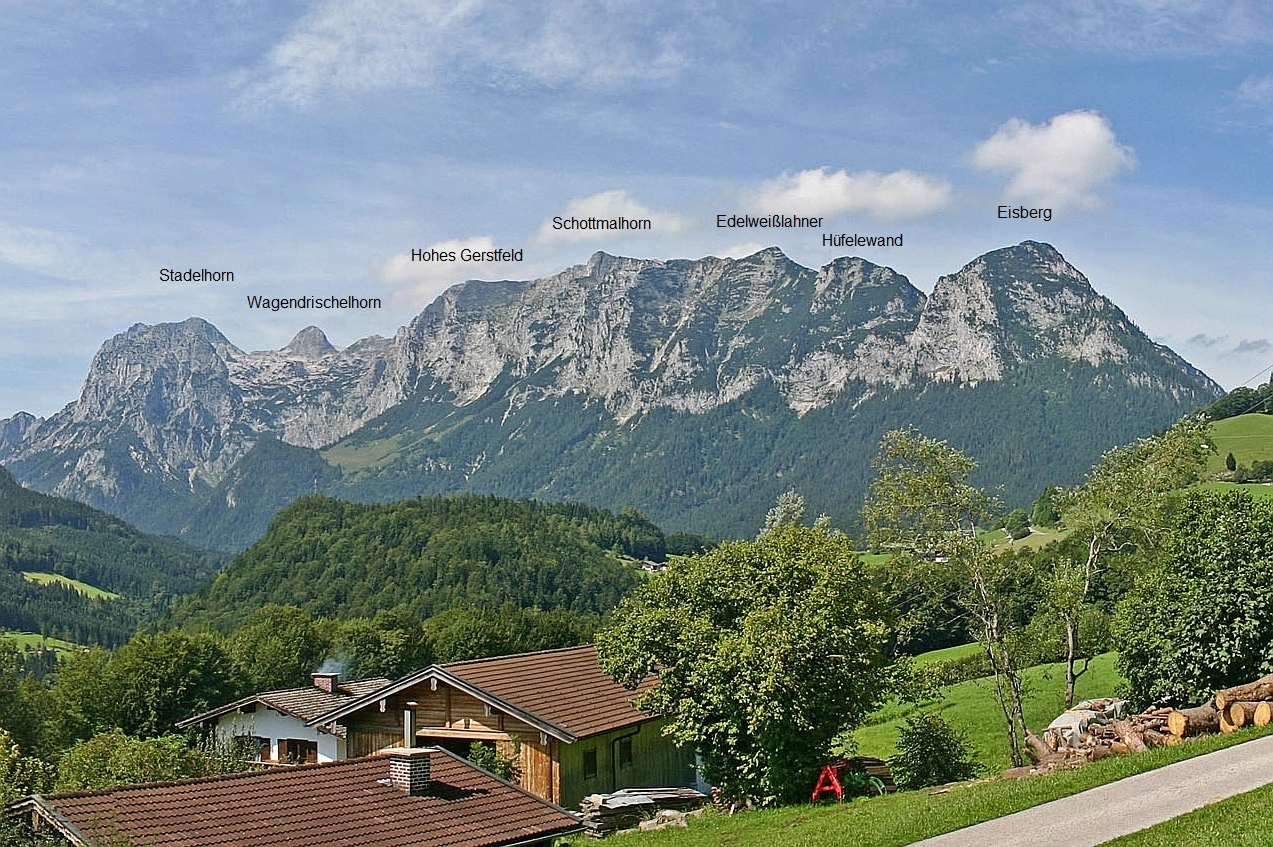
Vue de la face est du Reiter Alm.

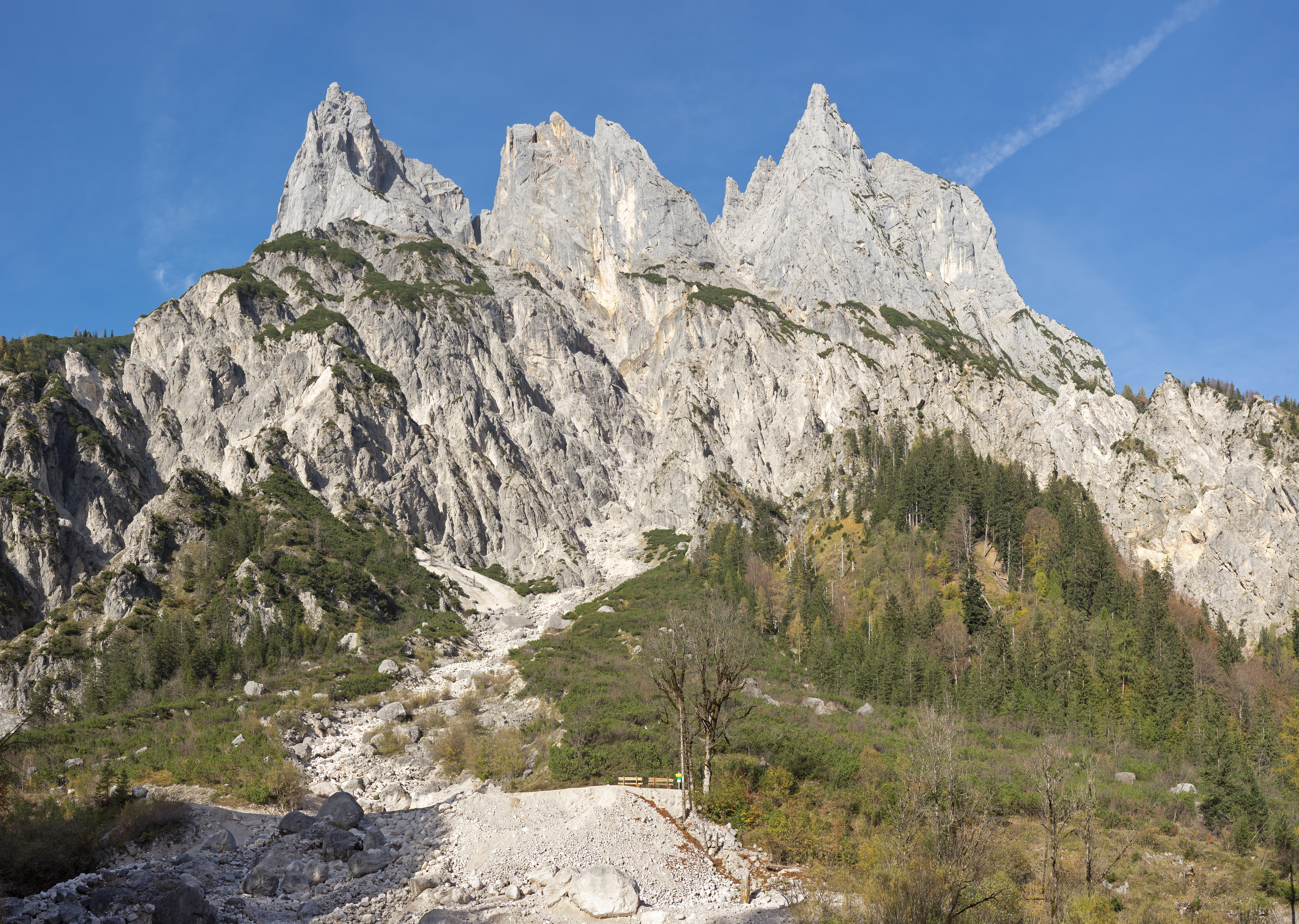
Le Großes Mühlsturzhorn et le Kleines Mühlsturzhorn, dits Mühlsturzhörner, avec le Grundübelhörner dans le Reiter Alm.

Le Reiter Alm couvre une superficie d'environ 100 km2, qui s'étend des deux côtés de la frontière entre l'Allemagne et l'Autriche, entre les Länder de Bavière en Allemagne et de Salzbourg en Autriche. Le Reiter Alm est la limite occidentale du pays de Berchtesgaden et s'élève à l'est de la vallée de la Saalach, près de Lofer et Unken. La partie bavaroise se trouve dans les communes de Ramsau et de Schneizlreuth (arrondissement du Pays-de-Berchtesgaden), la partie du Land de Salzbourg appartient à la commune d'Unken, à laquelle appartient également le village éponyme de Reit, ainsi que les communes de Lofer et de Sankt Martin bei Lofer. À l'ouest, la région descend vers la Saalach, qui est un affluent sud-ouest de la Salzach. Immédiatement à l'est en dessous du Reiter Alm se trouvent le Hintersee et le Taubensee.
Les massifs voisins sont le Hochkalterstock à l'est, le Lattengebirge au nord-est, les Alpes du Chiemgau au nord-ouest, les Loferer Steinberge au sud-ouest, les Leoganger Steinberge au sud et les contreforts ouest du Steinernes Meer au sud-est.
Le Reiter Alm tombe abruptement sur ses bords. Son plateau est couvert, notamment dans la partie nord, d'alpages et de pâturages ainsi que d'anciennes forêts de pins des Alpes. Au milieu du haut plateau se trouve le Reitertrett avec la seule source, à proximité de laquelle se trouvent les Alte et Neue Traunsteiner Hütte. La zone orientale du Reiter Alm, dont la zone se trouve en grande partie dans la réserve de biosphère du pays de Berchtesgaden, fait partie du parc national de Berchtesgaden.
La moitié nord de la zone allemande est une zone d'entraînement pour les chasseurs de montagne. C'est également là que se trouve le site d'essais et de dynamitage en montagne du Centre technique de défense pour la protection et les technologies spéciales (WTD 52). La Bundeswehr exploite le téléphérique du Reiteralm depuis Oberjettenberg. Le sentier de randonnée sur le Schrecksattel traverse la zone de pratique. En dehors des heures de pratique, qui sont indiquées par des drapeaux aux points d'accès importants, on peut entrer dans toute la zone militaire à ses risques et périls. Les fermetures n'affectent pas le chemin entre le Schrecksattel et le Neue Traunsteiner Hütte. Dans les locaux de la Bundeswehr, il y a, entre autres, trois logements de tailles différentes appelés Lenzenkaser I-III.

## Géologie
Avec les Lattengebirge, le Müllnerhorn, l'Untersberg et des parties du Watzmann (Grünstein et Schapbachriedel), le Reiter Alm forme la Reiteralmdecke ou Berchtesgadener Einheit. Il s'agit essentiellement de calcaire de Dachstein, qui forme les parois rocheuses bien visibles des précipices et du plateau, et d'une base en dolomie.

## Faune et flore
D'immenses champs de pins dominent le plateau. La forêt qui y existait auparavant fut victime des besoins en bois du marais salant de Bad Reichenhall. En 1829, le Reiter Alm est exclu, car il n'y avait plus assez de forêt. Dans la partie nord, il y a encore de vieux pins. Sur les prairies alpines du Reitertrett poussent entre autres l'arnica, l'ancolie, les roses alpines, la Marguerite de la Saint-Michel, l'edelweiss, la gentiane et l'achillée amère. La tourbière ombrotrophe la plus haute d'Allemagne est située dans la partie nord. Des tétras lyre y vivent. Une autre espèce rare est le lièvre variable, tandis que le cerf élaphe et le chamois sont communs.

## Alpinisme
Les sommets importants de la région du Reiter Alm sont le Großes Häuselhorn (2 284 m), le Wagendrischelhorn (2 251 m), le Stadelhorn (2 286 m), le Schottmalhorn (2 045 m), l'Edelweißlahnerkopf (1 953 m) ou l'Ameisnockenkopf (1 925 m) ainsi que le Großer Weitschartenkopf (1 979 m) et du Großer Bruder (1 864 m). Des sentiers balisés mènent à tous ces sommets.
Les parois des sommets sud entre le Großes Häuselhorn et les Grundübelhörner offrent des parcours d'escalade de tous niveaux de difficulté. Les classiques sont la face sud du Großer Grundübelhorn (Feichtner, Langthaler 1913, cotation 4), la face sud du Großer Mühlsturzhorn (Toni Kurz, Andreas Hinterstoisser, 1936, 6a ou 6b) et la face sud du Großer Häuselhorn (Kadner, 1920, 4).
Certaines des escalades sportives alpines les plus difficiles d'Allemagne se trouvent au nord du Reiter Alm. Les voies d'escalade les plus célèbres ici sont le Wartsteinwand, le Hintere Feuerhörndl et le Hirscheck, ainsi que plus récemment l'Alpawand, l'Übeleck grâce à des itinéraires modernes populaires.